# AMX-10 PAC90
AMX-10 PAC90 — французский истребитель танков представленный в 1979 году. В 1983 году становится на вооружение французской армии и других стран.
Машина представляет собой вариант БМП AMX-10P для огневой поддержки мотопехотных подразделений.
Эта машина огневой поддержки была разработана для работы вместе с основными боевыми танками и боевыми машинами пехоты. На момент своего появления он был способен вести противотанковый бой, однако по нынешним меркам его вооружение слишком слабое, чтобы вывести из строя современный ОБТ. Он также задумывался как машина разведки и поддержки пехоты.

## Броня
Алюминиевая броня этой машины огневой поддержки обеспечивает всестороннюю защиту от огня стрелкового оружия и осколков артиллерийских снарядов. Лобовая броня выдерживает выстрелы крупнокалиберного пулемёта калибра 14,5 мм. Автомобиль оснащён системой защиты от ядерного оружия.

## Вооружение
AMX-10 PAC90 оснащена башней ТС-90, вооружённой высокоскоростной нарезной пушкой GIAT CS-90F-4 калибра 90 мм. Он стреляет кумулятивными, осколочно-фугасными, APFSDS и дымовыми снарядами. Снаряд APFSDS пробивает броню толщиной 120 мм на дальности 1500 м, а кумулятивный снаряд — 320 мм брони.
Боекомплект состоит из 30 патронов для основного орудия. Двадцать из них хранятся в башне и готовы к использованию. Остальные патроны хранятся внутри корпуса.

## Экипаж
Экипаж AMX-10 PAC 90 состоит из трёх человек, включая командира, наводчика и водителя. Также предусмотрено размещение четырёх десантников в кормовой части корпуса. Эти войска действуют как группа защиты или разведки. Эти четыре солдата спешиваются через задние двери.

## Передвижение
Эта машина огневой поддержки оснащена многотопливным дизельным двигателем Испано-Сюиза HS-115 мощностью 280 л.с. AMX-10 PAC 90 является полностью амфибией. На воде он движется за счёт вращения гусениц. Максимальная скорость амфибии на воде составляет 2 км/ч на вращающихся гусеницах и 8 км/ч на водомётах.